# Eugenia lheritieriana
Eugenia lheritieriana är en myrtenväxtart som beskrevs av Dc.. Eugenia lheritieriana ingår i släktet Eugenia och familjen myrtenväxter. Inga underarter finns listade i Catalogue of Life.